# Покорни, Золтан
Золтан Покорни (венг. Pokorni Zoltán; Будапешт, Венгрия, 10 января 1962 года) — венгерский педагог и политик, занимавший пост министра образования с 1998 по 2001 год.

## Биография
В 1987 году он завершил обучение в Университете Лоранда Этвеша. После этого он начал свою профессиональную деятельность в качестве преподавателя в гимназии имени Тольди Ференца.
Он был одним из основателей Ассоциации молодых педагогов и Демократического союза педагогов (PDSZ), где он представлял интересы организации до 1993 года. Также он принимал активное участие в переговорах Оппозиционного круглого стола. В то время он занимал должность главного редактора Rádió.
В 1993 году он присоединился к политической партии Фидес. В 1994 году он был избран депутатом Национальной ассамблеи Венгрии. С 1994 по 1998 год он занимал должность заместителя председателя Комитета по образованию, исследованиям, молодёжи и спорту. С 1997 по 1998 год он возглавлял парламентскую партию Фидес.
После победы партии Фидес на выборах в 1998 году новый премьер-министр Виктор Орбан назначил её представителя на должность министра образования. В период его работы в должности министра была завершена интеграция систем высшего образования, создана система студенческих кредитов и отменена плата за обучение.
Впоследствии Виктор Орбан был избран президентом партии Фидес, сменив на этом посту Ласло Кёвера. В связи с этим он покинул должность министра образования. После поражения партии Фидес на выборах 2002 года Виктор Орбан вновь возглавил парламентскую группу.
В июле 2002 года после того как стало известно, что его отец, Янош Покорни, работал в Министерстве внутренних дел в качестве агента III/III, Покорни покинул свою должность в партии и пост лидера парламентской группы. Он вернулся в политику в мае 2003 года, когда был избран одним из вице-президентов партии Фидес. Эту должность он занимал до декабря 2015 года. На выборах 2006 года он вновь получил место в парламенте. Он не стал претендовать на роль лидера группы из-за конфликтов с руководством партии. В 2006 году Покорни был избран мэром XII округа Будапешта. 
В 2010, 2014 и 2019 годах он был переизбран на эту должность. На выборах 2024 года его сменил Гергей Ковач из сатирической Партии двухвостой собаки.

## Личная жизнь
Золтан женат на Андрее Бек, которая является психологом. У них четверо детей: Бенедек Донат, Агоштон Якаб, Абель Болдижар и Барнабаш Винце.